# レオニード・サバネーエフ
レオニード・レオニードヴィチ・サバネーエフ（ロシア語: Леони́д Леони́дович Сабане́ев、英語: Leonid Leonidovich Sabaneev, 1881年10月1日 - 1968年5月3日）は、ロシア人音楽評論家・音楽学者・作曲家。1926年に西側に亡命した。姓のラテン文字転写については、Sabaneyevなどとする場合もある。

## 略歴
大地主の家柄に生まれ、父レオニード・パーヴロヴィチ・サバネーエフは動物学者でもあった。早くから楽才を示し、セルゲイ・タネーエフとニコライ・リムスキー＝コルサコフの指導を受ける。それでもなお数学と自然科学をモスクワ大学で学んだ。1906年に数学で学位論文を提出して卒業したにもかかわらず、今度は音楽に没頭し、モスクワやサンクトペテルブルクで作曲家や音楽評論家として活動した。急進的な新思潮の擁護者として、例えば、1912年刊行のドイツの年鑑『青騎士（ドイツ語: Der Blaue Reiter）』に、アレクサンドル・スクリャービンの《交響曲 第5番〈プロメテ、火の詩〉》についての論文を寄稿している。
サバネーエフは、音楽の行く手を超半音階に見据え、オクターヴの53分割を説いて回った。ロシア革命成立後にソビエト連邦において高位を得て、国立音楽研究所学術委員会の設立者兼委員長や、芸術アカデミーの音楽部局長に就任し、また「プラウダ」紙や「イズベスチヤ」紙の音楽部員も務めた。1919年には、ペトログラード音楽院修了生のピアニスト、タマーラ・クズネツォワと結婚し、1女を儲けた。
その後に郷里で黙殺されたことも手伝って、1926年に政治的な理由から西側に移住し、ドイツやイギリス、アメリカ合衆国に寄り道した後、フランスに流れ着いた。パリではロシア音楽院（現在のパリ・ラフマニノフ音楽院）で教鞭を執っている。1933年に家族連れでニースに引っ越し、映画会社のために作曲したり、音楽論を執筆し、例えばパリで発刊されたロシア人亡命者のための新聞『ルスカヤ・ムィスル（ロシア語: Русская мысл / La Pensée Russe、ロシアの思想）』に投稿したりした。
歿後はニースにある正教会の霊園に埋葬された。
サバネーエフは、生前親交のあったスクリャービンや、同時代のロシア音楽について著書を遺した（『スクリャービンの想い出』（1925年）、『ロシア音楽の歴史』（1924年、独語版は1926年））。《ピアノ・ソナタ》や歌曲といった作品のいくつかは、スクリャービンの影響下に作曲されており、それぞれ生前ロシアでM.P.ベライエフ出版社によって公刊された。